# Yaron Zilberman
Yaron Zilberman (en hebreo: ירון זילברמן‎: ; Haifa, 2 de octubre de 1966) es un director de cine, guionista y productor israelo-estadounidense.

## Carrera
Zilberman dirigió, coescribió y produjo El último concierto, película protagonizada por Philip Seymour Hoffman, Christopher Walken, Catherine Keener, Mark Ivanir e Imogen Poots. La película se estrenó en el programa de Presentación Especial del Festival Internacional de Cine de Toronto de 2012. Inspirada y estructurada en torno al Opus 131 de Beethoven, la película sigue al mundialmente famoso Cuarteto de cuerdas Fugue después de que su violonchelista Peter Mitchell (Christopher Walken) fuera diagnosticado con la enfermedad de Parkinson. [1] El director de fotografía Frederick Elmes proyectó la película y el compositor Angelo Badalamenti compuso la banda sonora de la película. El Cuarteto de Cuerdas Brentano interpretó la música del cuarteto para la banda sonora y Anne Sofie von Otter aparece como la difunta esposa del violonchelista, cantando "Marietta's Song" de Korngold de Die tote Stadt.
Zilberman hizo su debut como director de cine con el documental Watermarks (2004), protagonizada por el exnadador, Hakoah Viena, que reúne en su piscina a otros nadadores 65 años después de que fueran forzados por los nazis a huir de Austria.

## Vida personal
Zilberman vive en Nueva York con su mujer, la productora Tamar Sela y sus hijos. Se graduó como licenciado en el Instituto de Tecnología de Massachusetts (MIT).[cita requerida]

## Filmografía

### Director
- Watermarks (2004)
- El último concierto (2012)
- Incitement (2019)
- Valley of Tears (serie de televisión, 2020)

### Escritor
- Watermarks (2004)
- El último concierto (2012)

### Productor
- Watermarks (2004)
- El último concierto (2012)